# Gazeta Świąteczna

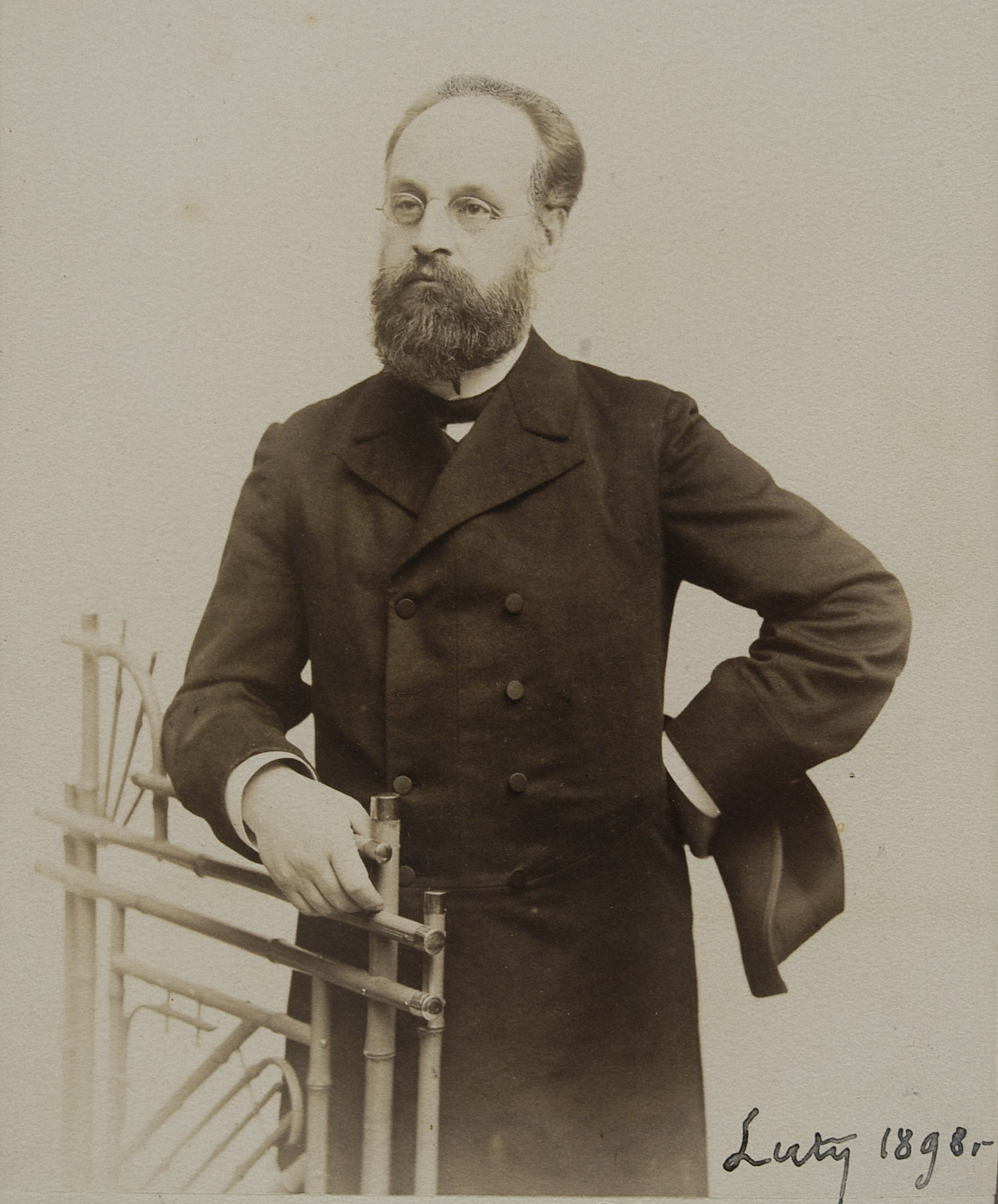
Twórca i pierwszy wieloletni redaktor naczelny pisma, Konrad Prószyński

Gazeta Świąteczna – warszawski tygodnik adresowany do polskiej ludności wiejskiej, wydawany w latach 1881–1939, założony przez Konrada Prószyńskiego, a wydawany przez Hermana Benniego. 
Pomysłodawcą i inicjatorem Gazety Świątecznej, jako czasopisma skierowanego do jak najszerszych warstw chłopstwa polskiego, był Konrad Prószyński, jednak by uniknąć problemów z uzyskaniem zgody władz rosyjskich na nowe wydawnictwo wniosek na koncesjęna swoje nazwisko złożył Herman Benni. Prószyński, aż do swej śmierci (1908), był redaktorem naczelnym pisma i twórcą większości zawartości numerów, szczególnie od przełomu XIX/XX w. W redakcji do pomocy miał zwykle tylko jedną współpracownicę, toteż zajmował się także obfitą korespondencją z czytelnikami, korektą, załatwianiem zgód od cenzury i poprawą numerów stosownie do jej wymagań oraz sprawami finansowo-gospodarczymi. Po śmierci Konrada redaktorem naczelnym pisma został jego syn Tadeusz, który utrzymał dotychczasowy profil i zakres tygodnika, zwiększając jednak liczbę fotografii i ilustracji, a dzięki osłabieniu cenzury i liberalizacji w Królestwie Polskim po rewolucji 1905 mógł także zwiększyć liczbę tekstów poświęconych dziejom i patriotycznej kulturze Polski. Udało mu się też zachować duży nakład i pozycję najbardziej poczytnego czasopisma skierowanego do chłopów w Królestwie. 
Ideą czasopisma było dotarcie do wszystkich grup piśmiennych chłopów, wśród których było dużo bardzo słabo wykształconych i dostarczenie im w przystępny sposób użytecznych informacji, zarówno praktycznych, jak i podnoszących świadomość oraz kulturę. W związku z powyższym operowano prostym i obrazowym językiem, a w numerach przeważały krótkie informacje o bieżących wydarzeniach, zwłaszcza z obszarów wiejskich (choć były też doniesienia miejskie i zza granicy) i różne specjalistyczne porady nt. zarówno prowadzenia drobnego gospodarstwa rolnego, jak i prawne, dotyczące sposobów załatwiania spraw w urzędach czy zaciągania kredytów. Ważnym i rozbudowanym działem gazety były listy i pytania od czytelników, na które drukowano odpowiedzi. W poszczególnych numerach ukazywały się utwory literackie (zwykle drobne) i teksty popularnonaukowe, ale stanowiły one mniejszość, co różniło Gazetę od większości innych popularnych periodyków krajowych, ukierunkowanych zazwyczaj na tematykę kulturalno-społeczno-popularnonaukową. Na ostatniej stronie lub stronach zamieszczano płatne reklamy, zwykle dotyczące produktów i maszyn rolnych.  
Gazeta Świąteczna na samym początku miała objętość 4 stron, wkrótce potem już 8 stron i poza winietą nie posiadała ilustracji, na początku XX w. te ostatnie wprowadzono, jednocześnie powiększając pismo do 16 stron. Ze względu na generalnie ubogą i rozproszoną po całym kraju grupę docelową czytelników, Prószyński od początku przyjął strategię sprzedaży zmierzającą do zdobycia dużej liczby stałych prenumeratorów przy jednoczesnej niskiej jej cenie. Cel ten z powodzeniem osiągnął, m.in. dzięki wprowadzeniu systemu gratyfikacji pieniężnych dla osób będących autorytetami na wsi, za namawianie chłopów do zakupu tytułu. Liczba prenumeratorów szybko rosła, od początkowych ok. 2500, poprzez ok. 4000 w 1887, do 13 000 w 1904. W 1906 nakład niektórych numerów sięgał ok. 30 tys. egzemplarzy. W efekcie tego Gazeta stała się nie tylko zdecydowanym liderem wśród polskich periodyków ludowych początku XX w., ale i drugim pod względem nakładu tygodnikiem wydawanym w Warszawie, po Tygodniku Ilustrowanym. Przynosiła też wówczas dość wysoki dochód. Również po śmierci K. Prószyńskiego utrzymywał się wysoki nakład, np. w 1909 wyniósł on 14 tys.
W Gazecie Świątecznej publikowali w czasach redakcji K. Prószyńskiego m.in.: Józef Grajnert, Kazimierz Lewicki (o pszczelarstwie) i Michał Mosiołek, czasami także Zygmunt Gloger, Tadeusz Korzon oraz Józef Nakonieczny. 
W okresie kierowania pismem przez obu Prószyńskich Gazeta była apolityczna, choć pod zarządem Tadeusza stopniowo zbliżała się do Narodowej Demokracji. W okresie międzywojennym stała się pismem endeckim, a jej znaczenie zmalało. 
Gazeta Świąteczna, zwłaszcza w okresie kierowania przez K. i T. Prószyńskich, odegrała dużą rolę w emancypacji chłopów polskich, również gospodarczej, m.in. skutecznie zachęcając do tworzenia niewielkich spółek rolniczych. Ponadto informacyjny profil tego pisma, język i sposób jego redakcji stał się wzorem dla szeregu ówczesnych czasopism w Polsce. 